# بهدان توما
بُهدان توما (چکی: Bohdan Tůma؛ زادهٔ ۶ سپتامبر ۱۹۶۷) صداپیشه و بازیگر اهل کشور جمهوری چک است. وی یکی از مشهورترین صداپیشگان در کشورش است.
از فیلم‌ها یا برنامه‌های تلویزیونی که وی در آن نقش داشته‌است می‌توان به فرشته تبهکار اشاره کرد.